# Răzeni
Răzeni è un comune della Moldavia situato nel distretto di Ialoveni di 7.451 abitanti al censimento del 2004

## Località
Il comune è formato dall'insieme delle seguenti località (popolazione 2004):
- Răzeni (6.905 abitanti)
- Mileştii Noi (546 abitanti)